# VBET
VBET est une société internationale de jeux basée en Arménie. Fondée en 2003 par Vigen et Vahe Badalyan, VBET offre une plateforme pour les paris sportifs, le casino en ligne, casino en direct, poker, esports et autres jeux. VBET est la filiale de Betconstruct, un prestataire mondial de technologies et de services pour l'industrie du jeu.

## Historique
En 2003, l'entreprise Vivaro fondée par Vigen et Vahe Badalyan débute avec 4 employés dans un salon de jeux à Erevan, en Arménie. Le nom de la marque est composé des deux premières lettres des prénoms de ses frères fondateurs Vigen (Vi), Vahe (Va) et de leur père Roman (Ro).
En 2004, la firme lance son premier site de paris sportifs en ligne. Un risque pour l'époque étant donné que les services en ligne étaient peu communs dans la région et venaient à peine d’être introduits auprès du public.
En 2009, Vivaro a déjà plus de 300 salons dans tout le pays et commence à diversifier ses offres et services.
En 2014, l'entreprise se lance sur le marché international avec un nouveau nom et une nouvelle identité, devenant ainsi VBET. Elle acquiert la licence de Curaçao en 2014 et est approuvée par la MGA (Malta Gambling Authority) en 2015, l'UKGC (United Kingdom Gambling Commission) et l'ANJ (Autorité Nationale des Jeux) en 2017 et la SGA (l'autorité suédoise des jeux de hasard) en 2020.
Après 10 ans sans nouveaux acteurs sur le marché français, VBET lance son site de paris sportifs en juin 2019, agréé par l’ANJ (Autorité Nationale des Jeux) deux ans plus tôt.

## Partenaires et ambassadeurs

### Partenaires
En 2019, VBET devient le Partenaire Officiel des Paris Sportifs de  l'Arsenal FC. Le partenariat dure un an.
La même année, VBET promeut le match de boxe entre le Champion du Monde WBA, Arsen Goulamirian et l'Australien Kane Watts, à Paris.
En août 2020, VBET est devenu le sponsor de l'AS Monaco.

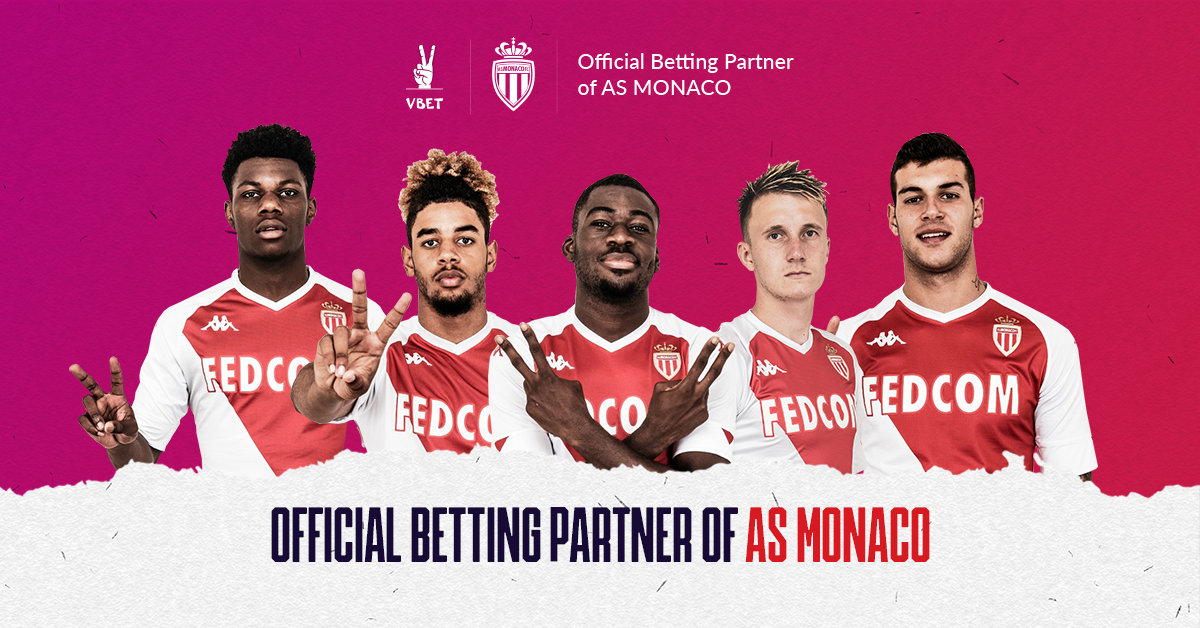
Matériel promotionnel pour le partenariat Monaco - VBET

### Ambassadeurs
En 2019, VBET dévoile ses nouveaux ambassadeurs, Youri Djorkaeff, Iveta Mukuchyan, Super Sako et Ray Parlour.

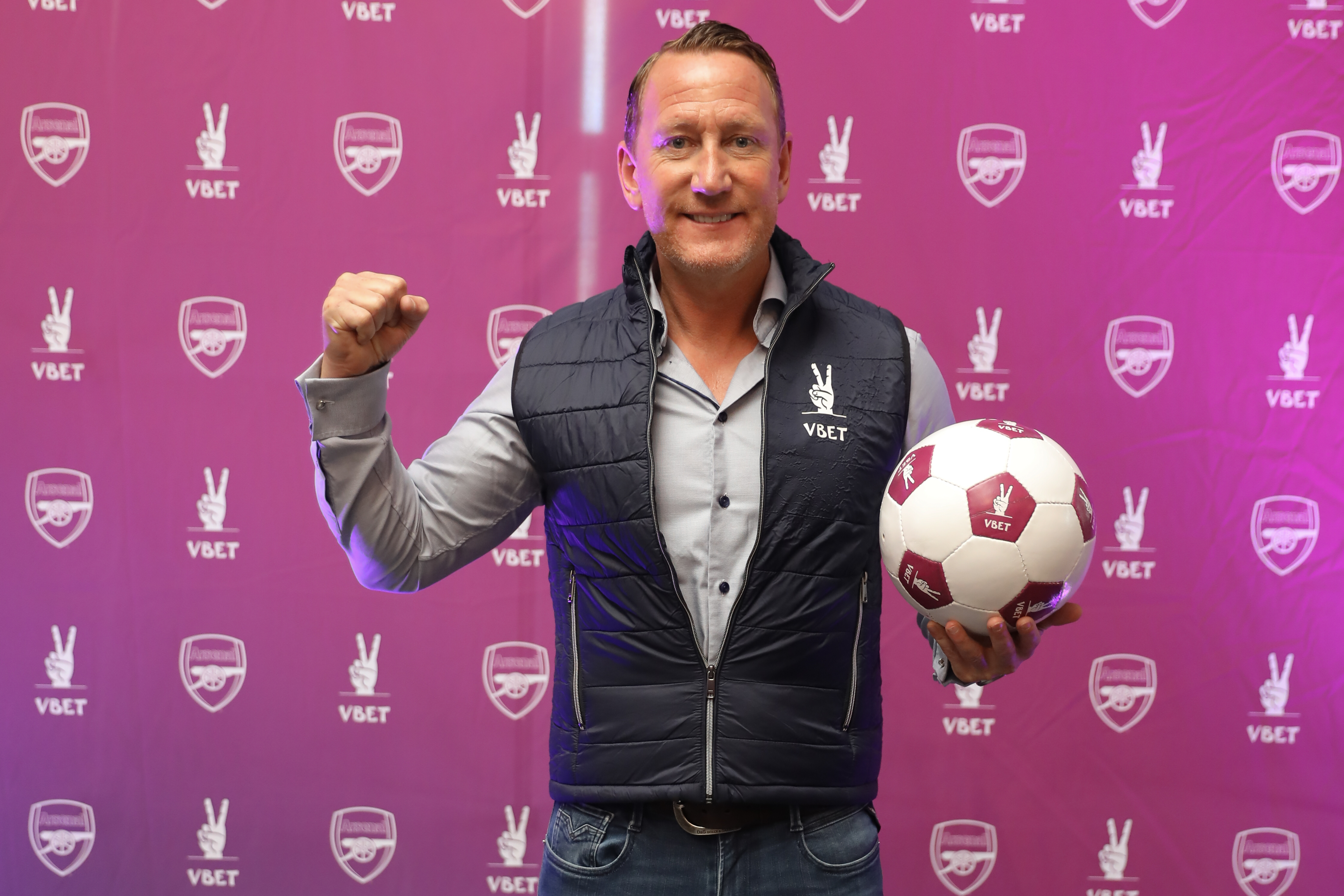
Ray Parlour
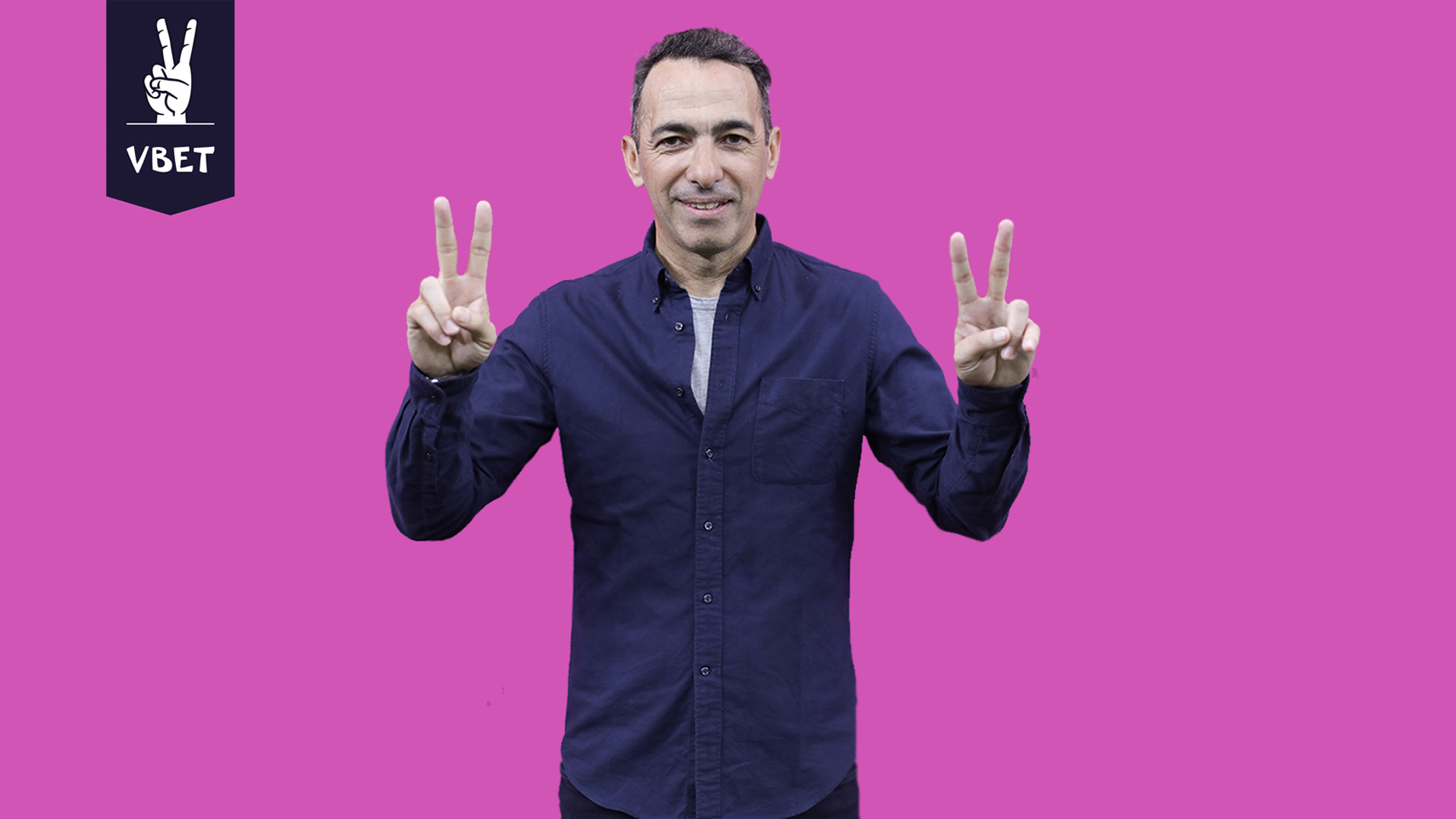
Youri Djorkaeff
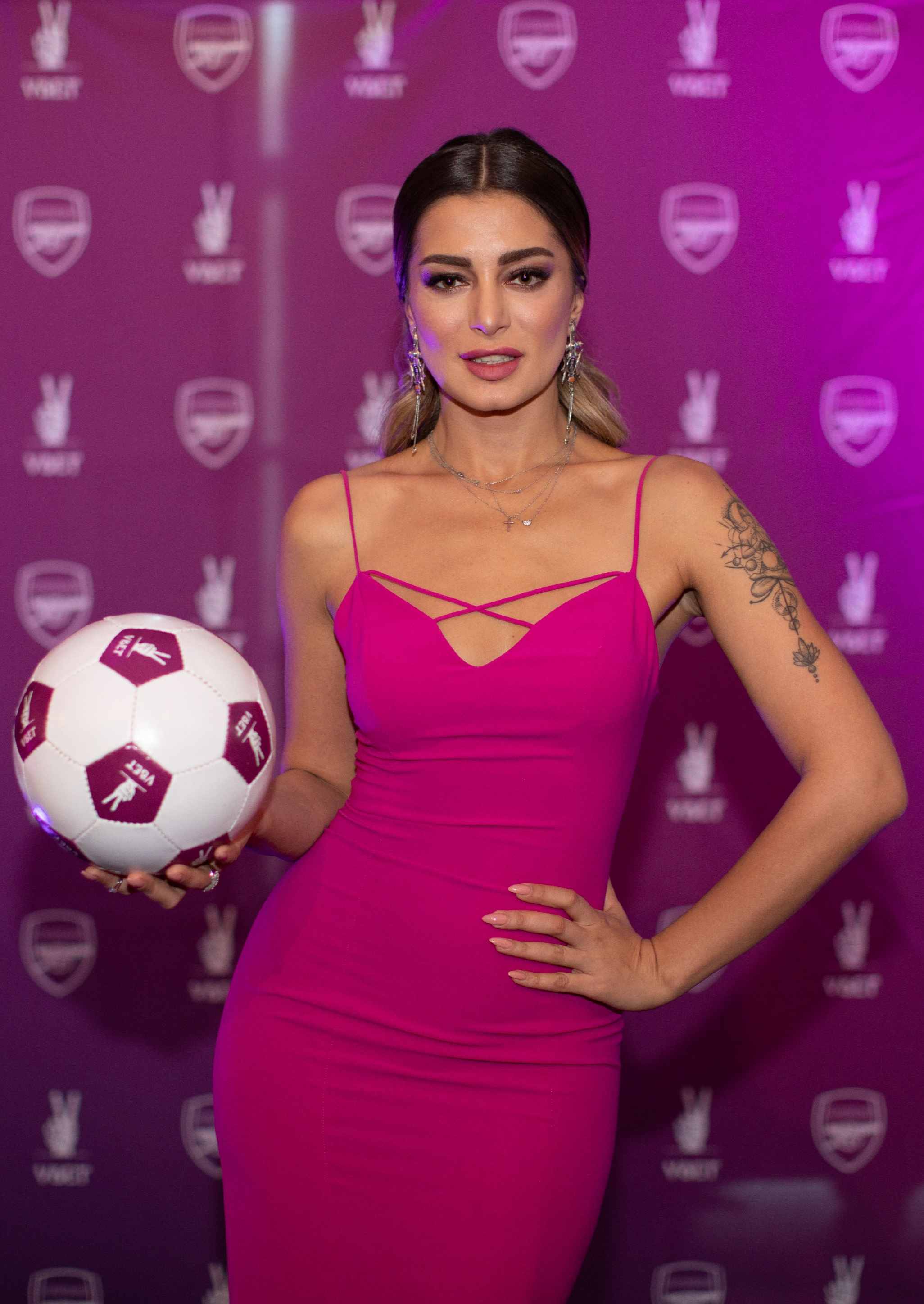
Iveta Mukuchyan

## Récompenses
VBET remporte la nomination du meilleur opérateur en ligne en 2018, aux BEGE Awards.
En 2020, VBET remporte le BR Award, Meilleure Opérateur en Ligne d'Arménie.